# 順興里 (臺北市)
順興里為台灣台北市文山區轄下一里，屬木柵次分區。里名中的順來自木柵忠順廟，興則來自前身建興村。

## 沿革
1745年(清乾隆十年)本地由泉州移民張光經、高靈臣開闢，因於山崗由東向西的中段建立聚落，故本地名為中崙尾。
乾隆年間本地隸屬霧里薛內湖庄，至同治年間改為內湖庄所轄。
直至1895年，日治時期調整行政區劃，改制為台北縣文山堡內湖庄，1901年時劃入新設立的深坑廳，1920年改制為臺北州文山郡深坑庄內湖(大字)中崙尾(小字)。
戰後，中華民國調整行政區劃，本地改制為台北縣深坑鄉中興村，1965年由中興村分出建興村。至1968年(民國57年)木柵鄉併入台北市，建興村改為順興里，後1974年(民國63年)分出明義里、明興里。至1990年(民國79年)台北市行政區劃調整改為台北市文山區順興里。2002年再分出忠順里，順興里始為今日範圍。

## 里界
- 東至：保儀路景文高中銜接木新里
- 西至：興隆路四段與樟樹里為界
- 南至：木新路二段、三段與樟腳里為界
- 北至：忠順街二段與忠順里為界